# Mario De Silva
Mario Umberto De Silva (ur. 29 grudnia 1935 w Genui) – włoski zapaśnik walczący w stylu klasycznym. Olimpijczyk z Rzymu 1960, gdzie zajął siedemnaste miejsce w kategorii do 67 kg.